# FK Polissja Schytomyr
Der FK Polissja Schytomyr (ukrainisch Футбо́льний клуб Полісся Житомир) ist ein ukrainischer Fußballverein aus der Stadt Schytomyr. Der Verein spielt seit dem Aufstieg 2023 in der Premjer-Liha.

## Geschichte
Der Verein wurde im Jahre 1959 als Awanhard Schytomyr gegründet. Nach einigen Namensänderungen gewann der Verein 1972 als Avtomobilist den Pokal der USSR mit 1:0 nach Verlängerung gegen Schachtar Donezk und 1990 gegen Naftowyk Ochtyrka.
Nach der Unabhängigkeit spielte der Verein als Chimik in der ersten Saison im Herbst/Frühjahr-Modus in der drittklassigen Druha Liha und stieg nach dem zweiten Platz in die Perscha Liha auf. Dort verbrachte das Team sieben Spielzeiten. Nach einem Jahr dritte Liga und weiteren vier Jahren zweite Liga wurde der Verein 2005 nach zwei letzten Plätzen aufgelöst.
Im Jahr 2016 wurde durch Beschluss des Stadtrats von Schytomyr der MFK Schytomyr gegründet. Am 23. März 2016 wurde Ruslan Pawljuk zum kommissarischen Leiter ernannt. Im November 2017 erteilte der Bürgermeister von Schytomyr Serhij Suchomlin die vorläufige Zustimmung zur Umbenennung des Klubs in Polissja. Am 16. Februar erhielt der Verein offiziell den Namen Polissja zurück.
Nach der vorzeitig beendeten Saison aufgrund der COVID-19-Pandemie belegte das Team den zweiten Platz der Druha Liha und stieg in die Perscha Liha auf. Nach einem elften, fünften und ersten Platz stieg der Verein erstmals in die Premjer-Liha auf. Präsident Hennadij Butkewitsch gab als Saisonziel Platz fünf an. Dieser fünfte Platz wurde erreicht und ermöglichte die Teilnahme an der Conference League.

## Vereinsnamen
- 1959–1960: FK Awanhard Schytomyr
- 1960–1967: FK Polissja Schytomyr
- 1967–1977: FK Avtomobilist Schytomyr
- 1977–1989: FK Spartak Schytomyr
- 1989–1992: FK Polissja Schytomyr
- 1992–1997: FK Chimik Schytomyr
- 1997–2005: FK Polissja Schytomyr
- 2005: 00000Auflösung
- 2016–2017: MFK Schytomyr
- seit 2017: 0.FK Polissja Schytomyr

## Erfolge
- Meister der Perscha Liha: 2023
- Meister der USSR: 1967
- Pokal der USSR: 1972, 1990

## Europapokalbilanz
| Saison  | Wettbewerb             | Runde                  | Gegner                | Gesamt | Hin     | Rück    |
| ------- | ---------------------- | ---------------------- | --------------------- | ------ | ------- | ------- |
| 2024/25 | UEFA Conference League | 2. Qualifikationsrunde | NK Olimpija Ljubljana | 1:4    | 0:2 (A) | 1:2 (H) |
| 2025/26 | UEFA Conference League | 2. Qualifikationsrunde | FC Santa Coloma       | 5:3    | 1:2 (A) | 4:1 (H) |
| 2025/26 | UEFA Conference League | 3. Qualifikationsrunde | Paksi FC              | 4:2    | 3:0 (H) | 1:2 (A) |
| 2025/26 | UEFA Conference League | Play-offs              | AC Florenz            | -:-    | -:- (H) | -:- (A) |

Gesamtbilanz: 6 Spiele, 2 Siege, 4 Niederlagen, 10:9 Tore (Tordifferenz +1)